# 1972 год в шашках
1972 год в шашках описывает годовые события в шашечном движении.
Главные события: введение системы микроматчей в русских шашках, появление официальных юниорских первенств мира (сначала в шашки-100).

## международные шашки
Чемпионаты мира
- матч проводился с 21 января по 20 февраля 1972 года в Таллине (СССР), между чемпионом мира международным гроссмейстером Андрисом Андрейко (СССР) и победителем турнира претендентов 1970 года международным гроссмейстером Исером Куперманом (СССР). Матч состоял из 20 партий, все из которых закончились вничью. Согласно правилам, Андрис Андрейко сохранил титул и стал чемпионом мира третий раз подряд.
- турнир прошёл с 3 по 27 мая в Хенгело, Нидерланды по круговой системе под эгидой ФМЖД. В турнире приняли участие 17 спортсменов из 11 стран. Чемпионом мира стал представитель Нидерландов Тон Сейбрандс. 2-3 места поделили Харм Вирсма и Андрис Андрейко (СССР).
- Первый чемпионат мира по стоклеточным шашкам среди юниоров (до 19 лет). Победу в Амстердаме одержал Николай Мищанский (СССР).

национальные чемпионаты
- Нидерланды прошёл с 18 марта по 8 апреля.

1 место — Харм Вирсма, 2 место — Ян де Рёйтер, 3 место поделили Фрек Гордейн, Франс Хермелинк, Доуве де Йонг.
- СССР прошёл в Риге по круговой системе.

Чемпионом страны в седьмой раз стал Андрис Андрейко. Второе место поделили Лев Слободской и Анатолий Гантварг.
- Франция

## русские шашки
- СССР прошёл в г. Оренбург. Золотые медали выиграли трое:

Юрий Кустарёв
Павел Миловидов
Аркадий Плакхин
На чемпионате впервые применена предложенная московским мастером В.Гагариным система микроматчей. Её цель — увеличить количество результативных встреч в турнирах высшего ранга, получила признание и сегодня без неё не обходится ни одно крупное всероссийское и международное соревнование по русским шашкам. Согласно новой системе соперникам предстояло определить результат встречи ни в одной партии, а в двух: одну партию необходимо было сыграть за один цвет, а вторую — за другой. В настоящее время микроматчи играют из 4 партий.